# Зохейр Ель-Уаррак
Зохейр Ель-Уаррак (фр. Zoheir El-Ouarraqe; нар. 8 травня 1991, Сюрен) — французький борець вільного стилю, бронзовий призер чемпіонату Європи, чемпіон Середземноморських ігор.

## Життєпис
Боротьбою почав займатися з 2004 року. Чемпіон Франції 2012, 2014 та 2015 років.
Виступає за борцівський клуб з міста Ліон. Тренер — Дам'єн Якомеллі.

## Спортивні результати на міжнародних змаганнях

### Виступи на Чемпіонатах світу
| Змагання                        | Збірна  | Вагова категорія          | Місце |
| ------------------------------- | ------- | ------------------------- | ----- |
| Чемпіонат світу з боротьби 2013 | Франція | вільна боротьба, до 55 кг | 7     |
| Чемпіонат світу з боротьби 2014 | Франція | вільна боротьба, до 57 кг | 24    |
| Чемпіонат світу з боротьби 2015 | Франція | вільна боротьба, до 57 кг | 10    |
| Чемпіонат світу з боротьби 2017 | Франція | вільна боротьба, до 57 кг | 26    |

### Виступи на Чемпіонатах Європи
| Змагання                         | Збірна  | Вагова категорія          | Місце  |
| -------------------------------- | ------- | ------------------------- | ------ |
| Чемпіонат Європи з боротьби 2013 | Франція | вільна боротьба, до 55 кг | 8      |
| Чемпіонат Європи з боротьби 2014 | Франція | вільна боротьба, до 57 кг | Бронза |
| Чемпіонат Європи з боротьби 2016 | Франція | вільна боротьба, до 57 кг | 11     |
| Чемпіонат Європи з боротьби 2017 | Франція | вільна боротьба, до 57 кг | 5      |
| Чемпіонат Європи з боротьби 2018 | Франція | вільна боротьба, до 57 кг | 8      |
| Чемпіонат Європи з боротьби 2019 | Франція | вільна боротьба, до 57 кг | 7      |

### Виступи на Європейських іграх
| Змагання              | Збірна  | Вагова категорія          | Місце |
| --------------------- | ------- | ------------------------- | ----- |
| Європейські ігри 2015 | Франція | вільна боротьба, до 57 кг | 10    |

### Виступи на Середземноморських іграх
| Змагання                    | Збірна  | Вагова категорія          | Місце  |
| --------------------------- | ------- | ------------------------- | ------ |
| Середземноморські ігри 2013 | Франція | вільна боротьба, до 55 кг | Золото |

### Виступи на інших змаганнях
| Змагання                                                       | Збірна  | Вагова категорія          | Місце  |
| -------------------------------------------------------------- | ------- | ------------------------- | ------ |
| Гран-прі Німеччини з боротьби 2010                             | Франція | вільна боротьба, до 55 кг | 10     |
| Henri Deglane Challenge 2011                                   | Франція | вільна боротьба, до 55 кг | Бронза |
| Турнір Дана Колова — Николи Петрова 2012                       | Франція | вільна боротьба, до 55 кг | 8      |
| Золотий Гран-прі з боротьби 2013 (Сассарі)                     | Франція | вільна боротьба, до 55 кг | Бронза |
| Золотий Гран-прі з боротьби 2013 (Баку)                        | Франція | вільна боротьба, до 55 кг | 9      |
| Henri Deglane Challenge 2013                                   | Франція | вільна боротьба, до 55 кг | Золото |
| Золотий Гран-прі з боротьби 2014 (Париж)                       | Франція | вільна боротьба, до 57 кг | 8      |
| Турнір міста Сассарі з боротьби 2014                           | Франція | вільна боротьба, до 57 кг | Золото |
| Гран-прі Німеччини з боротьби 2014                             | Франція | вільна боротьба, до 57 кг | Бронза |
| Меморіал Вацлава Циолковського 2014                            | Франція | вільна боротьба, до 57 кг | 10     |
| Henri Deglane Challenge 2014                                   | Франція | вільна боротьба, до 57 кг | Срібло |
| Турнір «Олімпія» 2015                                          | Франція | вільна боротьба, до 57 кг | Золото |
| Меморіал Вацлава Циолковського 2015                            | Франція | вільна боротьба, до 57 кг | Бронза |
| Олімпійський кваліфікаційний турнір з боротьби 2016 (Зренянин) | Франція | вільна боротьба, до 57 кг | 5      |
| Олімпійський кваліфікаційний турнір з боротьби 2016 (Стамбул)  | Франція | вільна боротьба, до 57 кг | 13     |
| Henri Deglane Challenge 2016                                   | Франція | вільна боротьба, до 57 кг | Золото |
| Гран-прі Парижа з боротьби 2017                                | Франція | вільна боротьба, до 57 кг | Бронза |
| Турнір Дана Колова — Николи Петрова 2017                       | Франція | вільна боротьба, до 57 кг | 12     |
| Гран-прі Іспанії з боротьби 2017                               | Франція | вільна боротьба, до 57 кг | Срібло |
| Київський Міжнародний турнір з боротьби 2018                   | Франція | вільна боротьба, до 57 кг | 20     |
| Турнір Дана Колова — Николи Петрова 2018                       | Франція | вільна боротьба, до 57 кг | Срібло |
| Турнір Дана Колова — Николи Петрова 2019                       | Франція | вільна боротьба, до 57 кг | 5      |

### Виступи на змаганнях молодших вікових груп
| Змагання                                       | Збірна  | Вагова категорія          | Місце |
| ---------------------------------------------- | ------- | ------------------------- | ----- |
| Чемпіонат Європи з боротьби серед кадетів 2007 | Франція | вільна боротьба, до 42 кг | 5     |
| Чемпіонат Європи з боротьби серед кадетів 2008 | Франція | вільна боротьба, до 46 кг | 11    |
| Чемпіонат Європи з боротьби серед юніорів 2009 | Франція | вільна боротьба, до 50 кг | 5     |
| Чемпіонат світу з боротьби серед юніорів 2009  | Франція | вільна боротьба, до 50 кг | 18    |
| Чемпіонат Європи з боротьби серед юніорів 2010 | Франція | вільна боротьба, до 50 кг | 5     |
| Чемпіонат світу з боротьби серед юніорів 2010  | Франція | вільна боротьба, до 50 кг | 13    |
| Чемпіонат світу з боротьби серед юніорів 2011  | Франція | вільна боротьба, до 50 кг | 16    |